# Giovanni Battista Polledro
Giovanni Battista Polledro (Piovà, 10 giugno 1781 – Asti, 15 agosto 1853) è stato un violinista e compositore italiano.

## Biografia
Fu l'ultimo grande esponente della scuola violinistica piemontese dell'Ottocento. I suoi primi insegnanti di violino furono Mauro Calderara e Gaetano Vai ad Asti. A 14 anni fece il suo primo giro di concerti nel Nord Italia, suscitando l'interesse di Gaetano Pugnani. Così, il giovane violinista ebbe l'opportunità di studiare per sei mesi sotto la guida del grande maestro torinese, diventando uno dei suoi ultimi discepoli. Nel 1797 Polledro entrò nell’orchestra diretta da Pugnani a Torino. Nel 1798, in seguito alla morte di Pugnani e allo scioglimento della Regia Cappella, egli lasciò la capitale sabauda. Tra il 1803 e il 1804 suonò come primo dei secondi violini nell’orchestra del Teatro Carcano di Milano. Nel 1804 partecipò al concorso di primo violino al Teatro di Bergamo ma la giuria non lo giudicò idoneo al posto. Ferito nel amor proprio, Polledro intraprese un grande giro artistico in Europa e in Russia. Visse per cinque anni a Mosca, a servizio del principe Taticev. Diede concerti a Varsavia, Berlino, San Pietroburgo, in Francia, in Olanda e a Londra. Un concerto di beneficenza a Karlsbad, il 6 agosto 1812, vide Polledro a fianco di Beethoven al pianoforte. In una lettera all’editore Breitkopf, il compositore parla scherzosamente di un «povero concerto per i poveri» accompagnato dal «Signore polledrone [sic], che, dopo aver superato la sua solita paura, ha suonato bene».
Nel 1814, Polledro accettò la nomina di Konzertmeister (primo violino) alla Cappella della corte di Dresda al servizio di Federico Augusto III, rimanendovi fino al 1823. Nel 1823 diventò il primo violino della Cappella Regia di Carlo Felice a Torino, cappella che grazie al suo operato cominciò a suonare messe e mottetti di diversi compositori europei di primo piano come Haydn, Mozart e Hummel. Divenne in seguito direttore dell'Orchestra del Teatro Regio, posto che conservò sino al 1844.
Dopo aver diradato l’attività per complicazioni di salute, fu pensionato nel 1845. Si ritirò a vita privata nel suo paese natale, Piovà (oggi Piovà Massaia) in provincia di Asti, dove morì nel 1853.
Ebbe tra i suoi allievi Francesco Bianchi e Léon de Saint-Lubin.

## Opere
- Sinfonia pastorale in Do maggiore, per grande orchestra
- Concerto per fagotto e orchestra
- Variazioni per un violino solo con accompagnamento di un secondo ad libitum [1812]. Amsterdam, Heuwekemeijer
- Trio per due violini e violoncello, opera nº2. Lipsia, Breitkopf & Härtel, [1812]
- Trio brillante per due violini e violoncello, opera nº4.  Lipsia, Breitkopf & Härtel, [1812]
- Trio brillante per due violini e violoncello, opera nº9.  Lipsia, Breitkopf & Härtel, [1812]
- Concerto per violino con accompagnamento grande orchestra.  Lipsia, Breitkopf & Härtel, [1812]
- Duo brillante per violino et chitarre d'un trio in A maggiore, opera nº9. Vienna, Au magasin de l'imprimerie chimique, [1814]
- Duo brillante per violino e chitarre d'un trio in D minore, opera nº4.  Vienna, Au magasin de l'imprimerie chimique, [1814]
- Missa solemnis per soli, coro e orchestra [1835]
- Miserere per coro e orchestra
- Exercices amusants pour violon seul, dédiés aux Amateurs, Lipsia, Breitkopf & Härtel, s.d. [c. 1813]

Le sue opere sono conservate nella biblioteca del Conservatorio Giuseppe Verdi di Torino

## Omaggi
Nel 2012 a Giovanni Battista Polledro è stata intitolata un'omonima orchestra da camera torinese.